# 中国驻南亚区域合作联盟代表列表
本列表为中华人民共和国驻南亚区域合作联盟历任代表名录。

## 历任中国驻南亚区域合作联盟代表

### 中华人民共和国驻南亚区域合作联盟代表（2012年至今）
2005年11月，南亚区域合作联盟正式接受中华人民共和国为观察员。2012年6月，中国政府任命驻尼泊尔大使兼任驻南亚区域合作联盟代表。
| 姓名   | 任命      | 到任           | 递交任命书     | 免职 | 离任           | 外交衔级 | 外交职务 | 备注       | 备注 |
| ------ | --------- | -------------- | -------------- | ---- | -------------- | -------- | -------- | ---------- | ---- |
| 杨厚兰 | 2012年6月 |                | 2012年8月9日   |      | 2013年3月      | 大使     | 代表     | 驻尼泊尔兼 |      |
| 吴春太 |           | 2013年3月7日   |                |      | 2016年10月14日 | 大使     | 代表     | 驻尼泊尔兼 |      |
| 于红   |           | 2016年11月7日  | 2016年11月15日 |      | 2018年12月     | 大使     | 代表     | 驻尼泊尔兼 |      |
| 侯艳琪 |           | 2018年12月29日 | 2019年1月15日  |      | 2022年10月     | 大使     | 代表     | 驻尼泊尔兼 |      |
| 陈松   |           | 2023年1月8日   | 2023年1月31日  | 现任 |                | 大使     | 代表     | 驻尼泊尔兼 |      |